# Adesmia peraltae
Adesmia peraltae är en ärtväxtart som först beskrevs av Karl Friedrich Carlos Federico Reiche, och fick sitt nu gällande namn av Ulibarri. Adesmia peraltae ingår i släktet Adesmia och familjen ärtväxter. Inga underarter finns listade i Catalogue of Life.